# Ade Liz
 (janvier 2025).
Pour les articles homonymes, voir Liz.

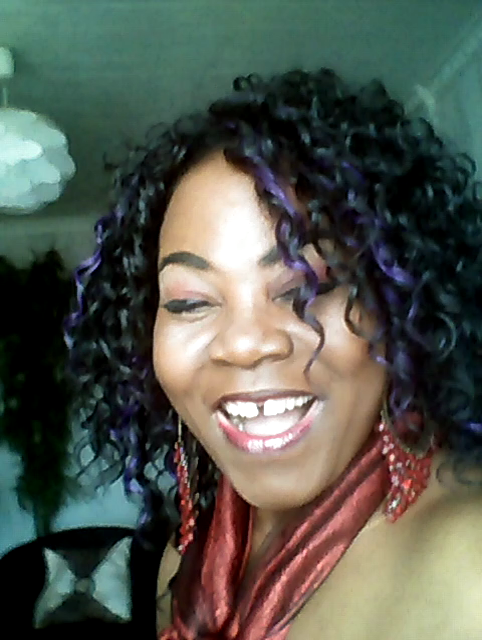
Artiste de Côte d'ivoire

Adélaïde Gbahou dite Ade Liz est une chanteuse ivoirienne , née à Zagné dans le département de Guiglo,.
Surnommée la « chanteuse des 18 montagnes » en raison de ses origines géographiques. Elle a commencé sa carrière de chanteuse en 1985.

## Biographie
Adé-Liz fait son apprentissage vocal dans une chorale dirigée par Pedro Wognin, musicien ivoirien.
C'est en 1982 qu'elle s'envole pour la France où elle fait la connaissance de sa compatriote, la chanteuse Rose Bâ, et d'autres artistes africains. En 1985 elle sort son premier album intitulé, Mlen Gniniè, arrangé par Sammy Massamba.
En 1987, elle sort Kéhi et en 1991 Déka, arrangé par l'Ivoirien Adu Azney.
Un quatrième album connu sous le nom de " Doubla ", voit le jour en 1998, avec les arrangements signés par Bopol Mansiamina.
Et en 2006 un cinquième intitulé," Amour ", arrangé par Joss Inno. Une œuvre qui ne manque pas de qualités. Très belle mélodies, rythmes bien cadencés et adaptés aux couleurs du temps. Un album de très belle facture.
Un Best of & Inédit sort en début d'année 2010.
Un maxi single, Ahé déhé, sort en 2015, arrangé par Freddy Assogbah.
Juin 2019 Ade-Liz sort un single arrangé par Bamba Yang: Gué blé ton
Enfants: Lyas Larissa - Franckie Williams - Cynthia Dessahuet

## Style
Ade Liz est principalement associée à la musique Zouglou, un genre de Variété africaine populaire de Côte d'Ivoire. Le Zouglou se caractérise par ses rythmes entraînants et ses paroles souvent axées sur les réalités sociales et les expériences de la vie quotidienne. Ade Liz a su se faire une place dans ce style musical grâce à son talent et à son originalité.

## Récompenses
Avec Kéhi, elle a reçu le César de la meilleure chanson ivoirienne.
Elle a reçu  en 2009 le prix du Meilleur artiste ivoirien en France.
2022 Adé-Liz a été élevée au rang d'Officier de l'Ordre du Mérite Ivoirien par l'Etat Ivoirien 

## Discographie
- 1985 : Mlen gniniè, Djinhin, Moho, Oulouadè, Ziha
- 1987 : Kéhi, Nsé man, Monan,
- 1991 : Déka, Téléphoner, Mamadou, Tapé Zoukoui, Emma
- 1998 : Doubla, Nséhè blé, Tommy, Si longtemps, Eddy, Aba Lago, Agouèlé Musik
- 2006 : À toi, Emota, Ansou, Zihi, Yatchiminou, Petit Guiglo, A bahéo, Din, Chéri coco,
- 2008 : Akohi, Mlen gninie, Mona,Kehi, Moho, Nahi, Mamadou? Téléphoner, Tapé Zoukoui, Déka, Nsé man, Doubla, Ziha (BEST OF)
- 2015 : Ahé déhé, N'séa[8]
- 2019 : Gué blé Ton. (Arrangements signés Bamba Yang)